# Premi de ficció Barry Ronge
El premi de ficció Barry Ronge (en anglès: Barry Ronge Fiction Prize) és un premi literari sud-africà que s'entrega anualment a la millor obra de ficció. Està organitzat pel diari Sunday Times que, des del 2015, l'entrega conjuntament amb el Premi Alan Paton en el que es coneix com a Premis literaris Sunday Times. Entre el 2001 i el 2014 es va conèixer com a Sunday Times Fiction Prize.
Reb el seu nom per Barry Ronge, un periodista sud-africà conegut principalment per la seva columna Spit and Polish, publicada al Sunday Times.

## Guanyadors
- 2017 Zakes Mda, Little Suns[1]
- 2016 Nkosinathi Sithole, Hunger Eats a Man[2]
- 2015 Damon Galgut,  Arctic Summer[3]
- 2014 Claire Robertson per The Spiral House[4]
- 2013 Karen Jayes per For the Mercy of Water[5]
- 2012 Michiel Heyns per Lost Ground[6]
- 2011 Sifiso Mzobe per Young Blood[7]
- 2010 Imraan Coovadia per High Low In-between[8]
- 2009 Anne Landsman per The Rowing Lesson
- 2008 Ceridwen Dovey per Blood Kin
- 2007 Marlene van Niekerk per Agaat
- 2006 Andrew Brown per Coldsleep Lullaby[9]
- 2005 Justin Cartwright per The Promise of Happiness[9]
- 2004 Rayda Jacobs per Confessions of a Gambler[9]
- 2003 André P Brink per The Other Side of Silence[9]
- 2002 Ivan Vladislavic per The Restless Supermarket[9]
- 2001 Zakes Mda per The Heart of Redness[9]